# 1009 (numero)
Millenove (1009) è il numero naturale dopo il 1008 e prima del 1010.

## Proprietà matematiche
- È un numero dispari.
- È un numero primo e un numero primo forte.
- È un numero difettivo.
- È un numero felice.
- È un numero fortunato.
- È un numero intero privo di quadrati.
- È un numero nontotiente in quanto dispari e diverso da 1.
- È un numero odioso.
- È un numero palindromo e un numero ondulante nel sistema posizionale a base 11 (838).
- È parte delle terne pitagoriche (559, 840, 1009), (1009, 509040, 509041).

## Astronomia
- 1009 Sirene è un asteroide areosecante della fascia principale del sistema solare.

## Astronautica
- Cosmos 1009 è un satellite artificiale russo.